# Jagodnik czubaty
Jagodnik czubaty (Paramythia montium) – gatunek małego ptaka z rodziny jagodników (Paramythiidae). Jest endemitem wysokich gór środkowej i wschodniej Nowej Gwinei. Nie jest zagrożony. Zasięg występowania jest szacowany na około 178 000 km².

## Podgatunki i zasięg występowania
Dawniej takson ten łączono w jeden gatunek z jagodnikiem białobrewym (Paramythia olivacea), uznawanym obecnie za osobny gatunek. Międzynarodowy Komitet Ornitologiczny (IOC) uznaje jagodnika czubatego za gatunek monotypowy. Inni autorzy wyróżniają dwa podgatunki:
- P. montium montium – góry środkowej, wschodniej i południowo-wschodniej Nowej Gwinei.
- P. montium brevicauda – góry na półwyspie Huon (północno-wschodnia Nowa Gwinea).

## Morfologia
WyglądNie występuje dymorfizm płciowy. Dość długi, cienki, szary dziób. Czarny czub nad białym pasem. Głowa dookoła oka jest czarna i tak aż do piersi. Brzuch ma barwę granatową, ale na boku żółta plamka, tak jak i pokrywy podogonowe. Szaroniebieski ogon kontrastuje z zielonymi skrzydłami i pokrywami nadogonowymi.
Wymiary
- długość ciała: 19–22 cm[7]
- rozpiętość skrzydeł: 25 cm
- masa ciała: 38–49 g[7]

## Ekologia i zachowanie
BiotopWysokogórskie lasy i zarośla górskie poniżej górnej granicy drzew. Występuje w przedziale wysokości 2150–4100 m n.p.m.
ZachowanieŻeruje w parach albo w grupkach. Zarówno w koronach drzew, jak i na ziemi.
GłosGłos wabiący to „słisz”.
PożywienieJagody i owady.
LęgiBuduje miseczkowate, głębokie gniazdo oparte na patykach i uplecione z części roślin. Swoje jedno białe, ciemno nakrapiane jajo wysiaduje przez około 12 dni. Młode potrafią latać po około 15 dniach.

## Status zagrożenia
Międzynarodowa Unia Ochrony Przyrody (IUCN) uznaje jagodnika czubatego za gatunek najmniejszej troski (LC – least concern). Liczebność populacji nie została oszacowana, ale ptak ten opisywany jest jako zwyczaj pospolity, a na wyższych wysokościach bardzo liczny. Trend liczebności populacji nie jest znany.